# Осока бліда
Осока бліда (Carex pallescens) — вид трав'янистих рослин з родини осокові (Cyperaceae), поширений у Європі, північному сході Північної Америки, в Західній Азії й Тунісі.

## Опис
Багаторічна рослина 20–40 см заввишки. Мішечки голі, овальні, без носика, з тонкими жилками; зрілі — зелені, блискучі. Колоски овально-довгасті, на ніжках, злегка відхилені. Стебла 20–80 см, волосисті. Листя: піхви волосисті; лігули більші в довжину ніж ушир; листові пластини 2–3 мм завширшки, волосисті на нижній поверхні. Суцвіття: бічні колоски 5–20 × 4.5–7 мм; кінцеві колоски тичинкові, 5–30 × 1–2.5 мм. Пиляки 1.4–2.8 мм. Плоди 1.8–2 × 1–1.2 мм. 2n = 70.

## Поширення
Північна Америка: Сен-П'єр і Мікелон, сх. Канада, пн.-сх. США; Північна Африка: Туніс; Західна Азія; Європа: майже вся, крім Португалії, Мальти, Свальбарду.
В Україні зростає на луках, у світлих лісах, покладах — на всій території (крім південних районів Степу), звичайний; в Криму (на яйлі і в лісовому поясі), рідко. 

## Галерея

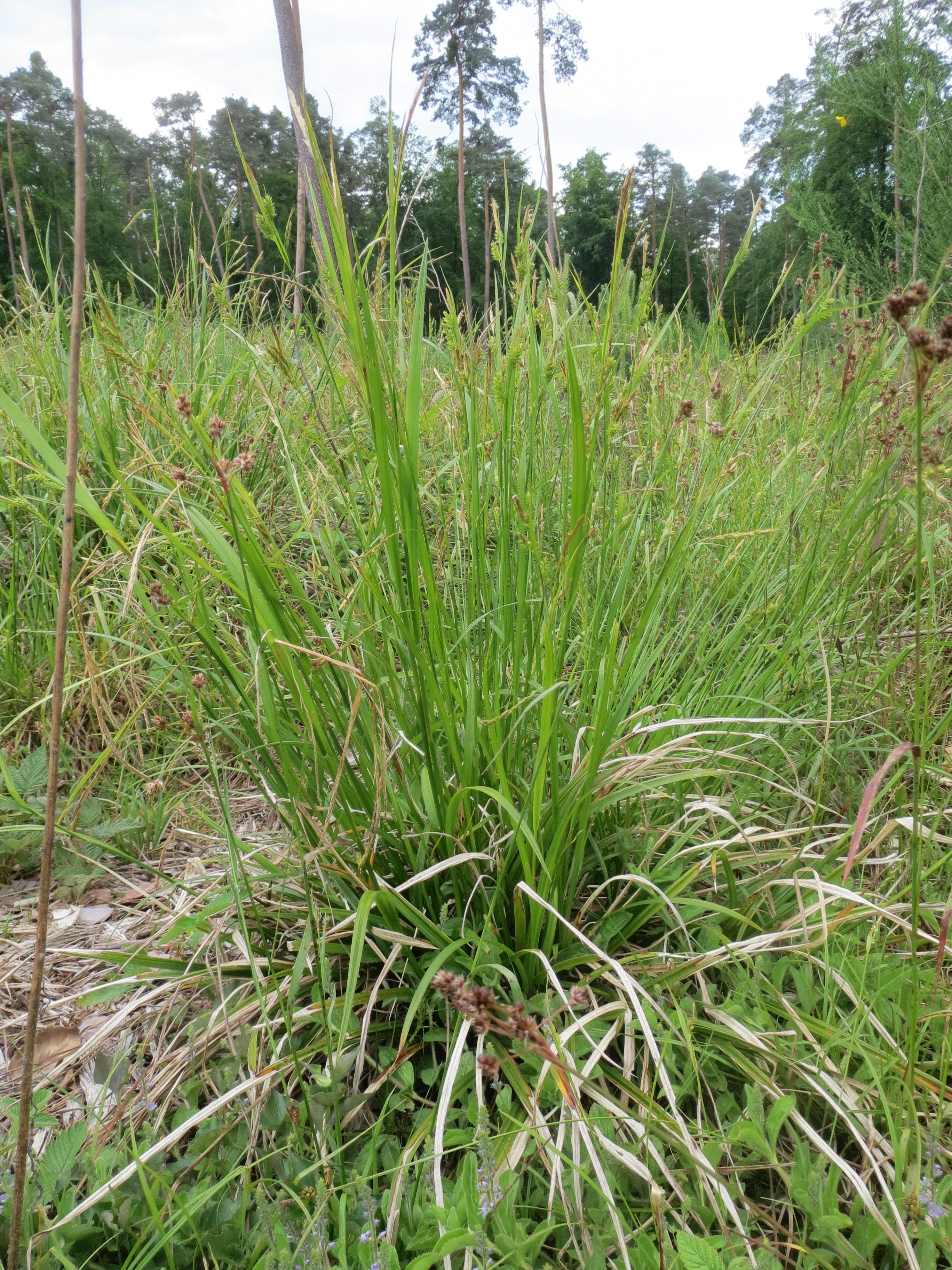
рослина
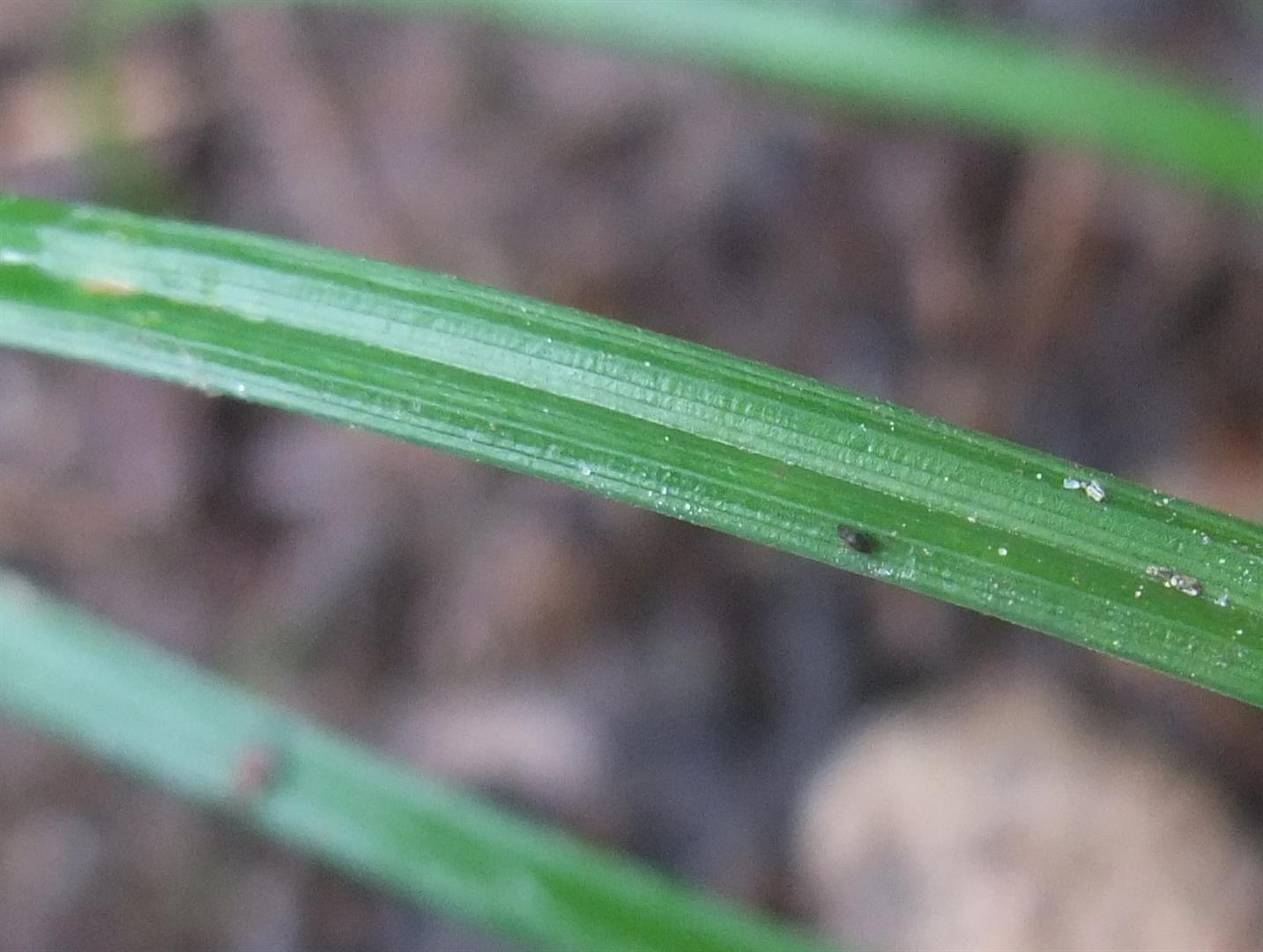
листок
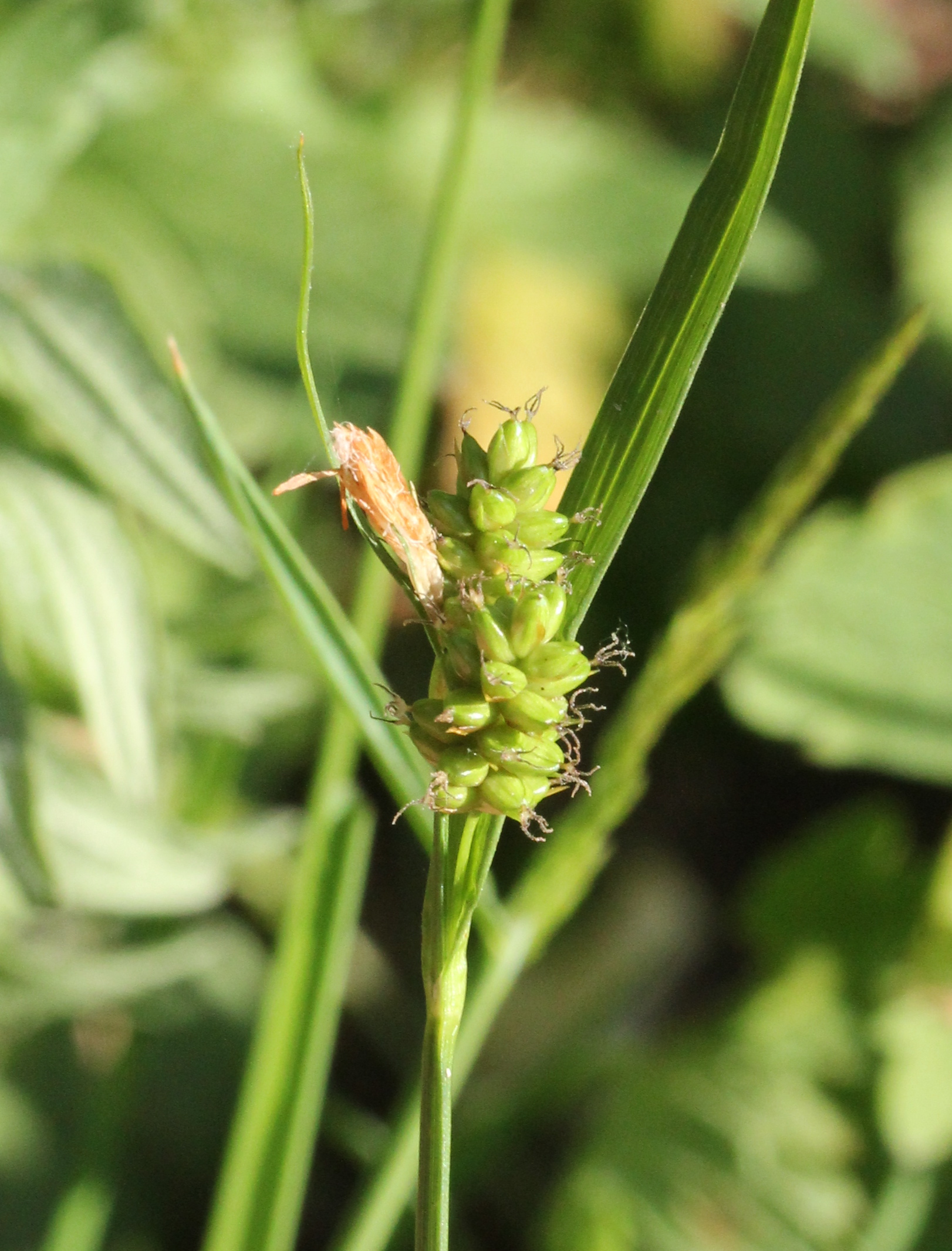
суцвіття